# 황주역
황주역(黃州驛)은 조선민주주의인민공화국 황해북도 황주군 황주읍에 위치한 평부선과 송림선의 철도역이다. 본 역에서 송림시 송림역까지 연결된 송림선이 평부선과 분기한다.
1905년 경의선 개통과 동시에 황주역으로 개업하였으나, 일제강점기에 들어서 전라남도 광주부(현 광주광역시)의 광주역과 발음(こうしゅう, 코오슈우)이 똑같다는 이유로 일제에 의해 황해황주역으로 개칭되었으며, 8·15 광복 이후에 다시 역명이 황주역으로 환원되었다.